# Critique de la séparation
Critique de la séparation és una pel·lícula francesa dirigida per Guy Debord estrenada el 1961. Aquesta és la tercera pel·lícula de Debord. Els comentaris són de Caroline Rittener i Guy Debord. La música és de François Couperin i Bodin de Boismortier

## Argument
Pel·lícula composta per un embull d'imatges (còmics, fotografies d'identitat, imatges desviades d'altres pel·lícules) que se succeeixen mentre es sobrecarreguen de nombrosos subtítols i supertítols de difícil lectura.
La càmera navega entre imatges de notícies, com si fossin separades del món real, símbols de la societat de consum, i imatges del Barri llatí dels anys 1960, d'una joventut efervescent. que van desenvolupar la seva revolta al darrere dels cafès, amb alcohol, rock 'n' roll i paraules. Guy Debord hi posa una mena de distància, que sembla dir: “massa tard, no haurem canviat el món”. "Per destruir aquesta societat, hem d'estar disposats a llançar contra ella deu vegades seguides, o més, atacs d'una importància comparable a la del Maig del 68", va proclamar a La Société du spectacle.